# For the Fallen Dreams
For the Fallen Dreams est un groupe américain de metalcore formé en 2003. En 2012, ils ont signé avec le label américain Artery Recordings duquel le groupe s'est séparé en 2013 et a, par conséquent, resigné avec leur ancien label Rise Records.
Ils ont sorti trois démos, un EP, et six albums jusqu'à présent : Changes (2008), Relentless  (2009), Back Burner (2011) et Wasted Youth (2012), Heavy Hearts (2014) et Six (2018).

## Histoire
Le groupe se forme en 2003 en tant que groupe de Deathcore avec Aaron Long, Jim Hocking, Andrew Tkaczyk et Chris Ash.
Après avoir joué plusieurs concerts dans leur ville d'origine, Lansing, et remplacé Aaron Long avec Andrew Juhl au chant, le groupe sort sa première démo, For the Fallen Dreams, en 2005 qui inclut quatre morceaux.
C'est la seule démo où la musique est plutôt orientée vers le Deathcore.
Après la sortie de cette démo, le groupe endura de nombreux changements de line-up, surtout dus au départ des guitaristes rythmiques et des bassistes, ce qui a ainsi changé au fur et à mesure leur style musical, le Deathcore. 
Le groupe a donc abandonné le Deathcore pour un son plus Hardcore et plus mélodique, le mélodique Hardcore ou le Metalcore.
De cette nouvelle orientation musicale ils sortent un EP, New Beginnings qui était le premier EP avec Chad Ruhlig au chant, qui jouait de la basse plutôt pour le groupe auparavant. Cet EP contient des chansons qui sont présentes sur leur premier album, Changes.
Après cela, le groupe recrute le guitariste Marcus Morgan et commence à travailler sur leur premier album, Changes, produit par Joey Sturgis, qui sortira en 2008 à travers le label Rise Records. Selon certaines rumeurs, seul le batteur/compositeur principal Andrew Tkaczyk et le chanteur Chad Ruhlig auraient participé à l'enregistrement de cet album, sous manque de temps.
Cet album comporte aussi des morceaux du précédent EP qui ont été réenregistrés à l'occasion.
Quelques mois après la sortie de l'album Changes, le chanteur Chad Ruhlig quitta le groupe pour des raisons personnelles. Quelques années plus tard,  avec quelques ex-membres de For the Fallen Dreams, il formera un groupe nommé Legend.
Peu après le départ de Chad, le groupe se met activement à la recherche d'un nouveau chanteur. Il choisira donc Dylan Richter, qui était auparavant dans un groupe local nommé From Under The Gallows, qui s'est séparé peu après l'arrivée de Richter dans For the Fallen Dreams.
L'année suivante, en 2009, ils ont enregistré leur second album, Relentless, avec Dylan Richter, de nouveau avec le producteur Joey Sturgis. C'est le dernier album avec Richter qui comporte un son plutôt axé vers le Metalcore/Hardcore mélodique.
En février 2011, le groupe annonça que le batteur Andrew Tkaczyk avait quitté le groupe pour poursuivre d'autres opportunités musicales, en rejoignant le groupe de Hardcore The Ghost Inside.
Le groupe enregistra alors leur troisième album, Back Burner avec l'ancien guitariste de A Day to Remember Tom Denney.
L'album sortit le 24 mai 2011, à travers le label Rise Records. Cet album annonce un changement dans l'orientation musicale du groupe, car effectivement il y a beaucoup plus de refrains comportant du chant clair que dans les précédents albums.
Fin 2011-début 2012, le groupe travailla sur leur quatrième album et entra en studio encore avec Tom Denney. L'album sortit le 17 juillet 2012. Cet album marque la continuité de l'album précédent; plus de chants clairs encore que le précédent qui en contenait déjà une bonne partie.
Le morceau "Hollow" de l'album Wasted Youth sortit en tant que single le 16 mai 2012.
Quelques mois après la sortie de l'album Wasted Youth, le guitariste Kalan Blehm quitte le groupe pour des raisons d'opportunités musicales, le groupe de Deathcore Attila possédant un poste vacant pour bassiste.
Le 8 janvier 2013, le chanteur Dylan Richter annonça son départ du groupe pour des raisons personnelles et familiales. De plus, il veut davantage se concentrer sur son art (tatouages, etc.).
Le 21 février 2013, plus d'un mois après le départ de Richter, le groupe annonce avec des dates de tournées que l'ancien chanteur de l'ère hardcore Changes est de retour à son ancienne place de chanteur.
Le single Substance, sorti le 6 mai 2013, marque le retour de l'ancien son des deux premiers albums, ainsi que le retour du précédent chanteur. C'est le premier nouveau morceau avec Chad Ruhlig au chant depuis l'album Changes.
En Juin 2013, le groupe annonça entrer en studio cet été pour enregistrer un nouvel album nommé ''Heavy Hearts''.
 L'album a été produit, mixé et masterisé par Josh Schroeder aux Random! Awesome Studios, sorti le 5 avril 2014.
Rise Records publie le single "Stone" le 12 janvier 2018, annonçant un nouvel album pour le groupe. Leur sixième album nommé "Six" sort le 16 février de la même année.

## Membres actuels
- Chad Ruhlig - Chant  (2006-2008) (depuis 2013)  basse  (2005) (Legend)
- Jim Hocking - Guitare lead  (depuis 2003) , chœurs, chant clair  (depuis 2013)
- Brandon Stastny - Basse, chœurs  (depuis 2011) (ex-Thick As Blood)
- Navid Naghdi - Batterie  (depuis 2013) (ex-Abacabb)

## Membres passés
Chant
- Dylan Richter - Chant (2008-2013) (ex-From Under The Gallows)
- Andrew Juhl - Chant  (2004-2005)
- Aaron Long - Chant  (2003-2004) (ex-Dark Lay Still)

Guitare rythmique
- Kalan Blehm - Guitare, chœurs  (2009-2012) (Attila)
- Chris Cain - Guitare  (2008-2009) (ex-Bury Your Dead)
- Jason Spencer - Guitare  (2007-2008) (Wilson)
- Marcus Morgan - Guitare  (2006-2007)
- Josh Dore - Guitare  (2004-2006)
- Chris Croll - Guitare  (2003-2004)

Basse
- Jordan McPherson - Basse, chœurs  (2011) (ex-Through Storms and Struggle)
- Jaime Cano - Basse, chœurs  (2010)
- Joe Ellis - Basse, chœurs  (2007-2010) (First Blood, ex-Legend)
- Scott Green - Basse  (2006) (ex-Legend)
- Erik Krueger - Basse  (2006) (ex-Flesh and Blood Robot)
- Pat Hahn - Basse  (2005) (And Hell Followed With)
- Andrew Beal - Basse  (2005)
- Josh Misch - Basse  (2004)
- Chris Ash - Basse  (2003)

Batterie
- Will Weatherly - Batterie  (2011)
- Arvin Sarathy - Batterie  (2011)
- Andrew Tkaczyk - Batterie  (2003-2011),  compositeur  (2013) (The Ghost Inside)
- Dylan Shippey - Batterie  (2012-2013) (ex-Legend)

## Discographie

### Albums
- Changes (Rise Records, 2008)
- Relentless (Rise Records, 2009)
- Back Burner (Rise Records, 2011)
- Wasted Youth (Artery Recordings, 2012)
- Heavy Hearts (Rise Records, 2014)
- Six (Rise Records, 2018)

### EPs et démo(s)
- Dead as the Rest (autoproduit, démo, 2004)
- For the Fallen Dreams (autoproduit, EP, 2005)
- New Beginnings (autoproduit, EP, 2007)

### Singles
- Strange Faces (Rise Records, 2011)
- Hollow (Artery Recordings, 2012)
- Substance (Rise Records, 2013)

## Vidéographie
- The Big Empty Official Music Video (2011)
- Let Go Official Music Video (2011)
- Resolvent Feelings Official Music Video (2012)